# Vini Caldirola (Radsportteam)

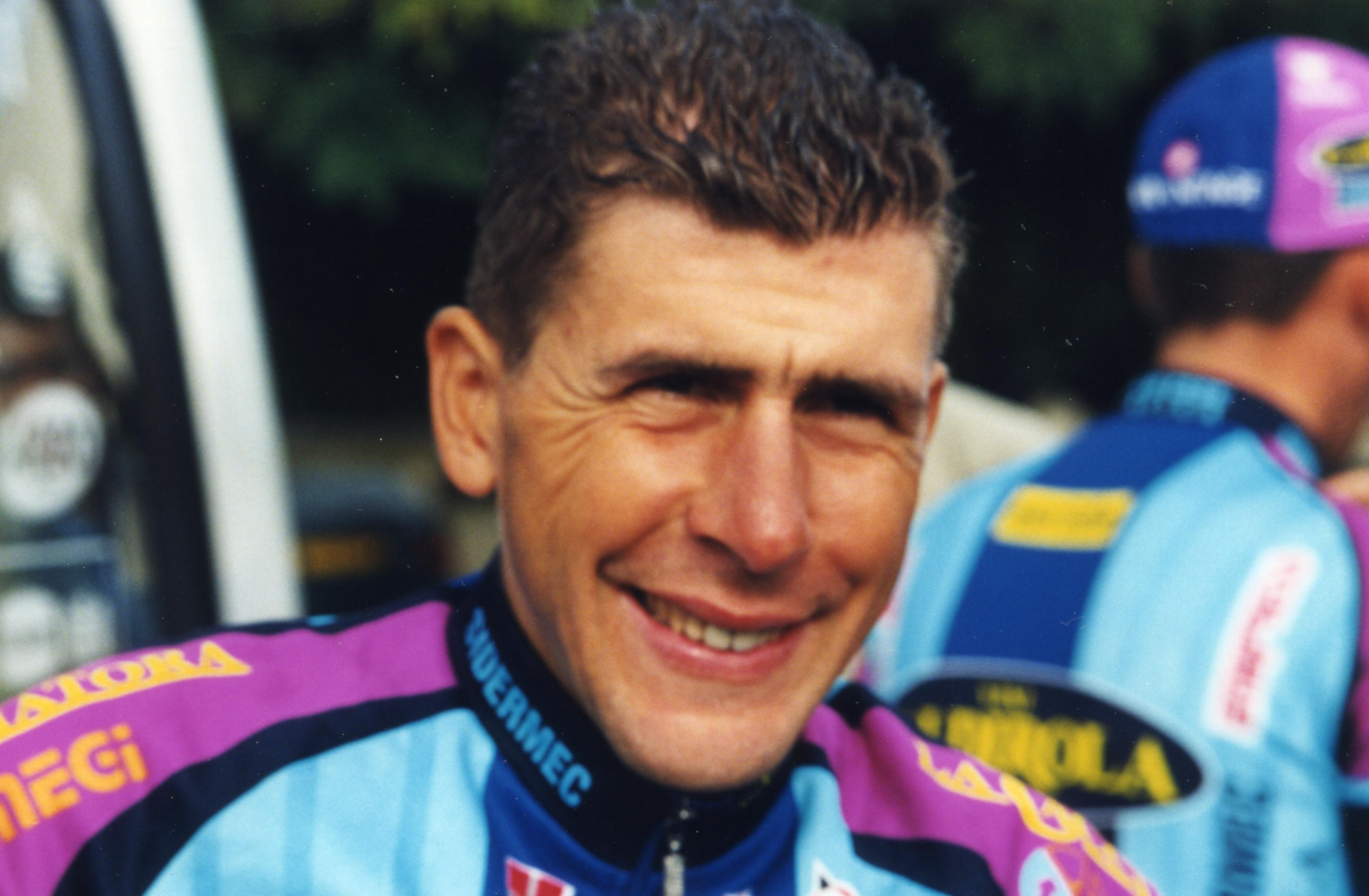
Francesco Casagrande bei Paris–Tours 1998

Vini Caldirola-Nobili Rubinetterie, Vini Caldirola-Longoni Sport, Vini Caldirola-Sidermec, Vini Caldirola-Saunier Duval, Tacconi Sport oder Tacconi Sport-Vini Caldirol war eine italienische Radsportmannschaft, die von 1998 bis 2004 existierte. 

## Geschichte
Gesponsert wurde das Team vom italienischen Wein-Konsortium Vini Caldirola, dem italienischen Sporthandel Tacconi Sport und dem italienischen Industrieunternehmen EMMEGI sowie verschiedenen Co-Sponsoren. 2001 fungierte Vini Caldirola allerdings nur als Co-Sponsor von Tacconi Sport, welches im Jahr 2002 zusammen mit EMMEGI Sponsor war, bevor 2003 Vini Caldirola wieder das Hauptsponsoring übernahm. Als sich der Hauptsponsor Ende 2004 zurückzog, ging ein Teil des Teams in der Mannschaft Liquigas auf.

## Erfolge (Auszug)
1999
- Gesamtwertung und zwei Etappen Tour de Suisse
- eine Etappe Giro d’Italia
- zwei Etappen Tirreno–Adriatico
- Paris–Brüssel
- Grand Prix des Nations

2000
- eine Etappe Giro d’Italia
- La Flèche Wallonne
- eine Etappe Tirreno–Adriatico

2001
- Flandern-Rundfahrt
- Giro del Lazio
- eine Etappe Tour de Suisse

2002
- Meisterschaft von Zürich
- Gesamtwertung und eine Etappe Tour de Romandie
- eine Etappe Tour de France
- eine Etappe Paris–Nizza

2003
- zwei Etappen Giro d’Italia

2004
- zwei Etappen Giro d’Italia
- eine Etappe Tour de Romandie

## Bekannte Fahrer
- Giorgio Furlan (1998)
- Denis Zanette (1998)
- Guido Trentin (1998–2000)
- Mauro Zanetti (1998–2000)
- Serhij Hontschar (1999)
- Mauro Gianetti (1999–2000)
- Romāns Vainšteins (1999–2000+2003)
- Gianluca Bortolami (1999–2003)
- Francesco Casagrande (1999–2000, 2004)
- Peter Luttenberger (2001–2002)
- Nicola Minali (2001–2002)
- Eddy Mazzoleni (2001–2003)
- Dario Frigo (2002)
- Fred Rodriguez (2003)
- David de la Fuente (2003)
- Stefano Garzelli (2003–2004)
- Steve Zampieri (2003–2004)
- Pawel Tonkow (2004)